# Cratere Kanik
Kanik  è un cratere sulla superficie di Venere.